# Cineplex Odeon Corporation
 (octobre 2013).
Si vous disposez d'ouvrages ou d'articles de référence ou si vous connaissez des sites web de qualité traitant du thème abordé ici, merci de compléter l'article en donnant les références utiles à sa vérifiabilité et en les liant à la section « Notes et références ».
Cineplex Odeon Corporation était une importante société nord-américaine d'exploitation de salles de cinéma.
En 1998, la division américaine a été vendue à Loews Theater et est devenue Loews Cineplex. La division canadienne est devenue Cineplex Divertissement.

## Filmographie sélective
- 1992 : Tous les matins du monde d'Alain Corneau